# Brzezinka (powiat oświęcimski)
Brzezinka (niem. Birkenau albo Birkenau bei Neuberun, Oberschlesien) – wieś położona w województwie małopolskim, w powiecie oświęcimskim, w gminie Oświęcim.
Wieś królewska starostwa oświęcimskiego w powiecie śląskim województwa krakowskiego w końcu XVI wieku.
W związku z reformą administracyjną kraju jesienią 1954 roku, wschodnią część Brzezinki włączono do Oświęcimia. 
| SIMC    | Nazwa      | Rodzaj    |
| ------- | ---------- | --------- |
| 0063696 | Chropań    | część wsi |
| 0063704 | Czernichów | część wsi |
| 0063710 | Skotnica   | część wsi |

## Informacje ogólne
Brzezinka położona jest w rozległych widłach Wisły i Soły, w samym centrum Doliny Wisły, 240 m n.p.m. Teren jest tu płaski, podmokły, na dużej przestrzeni pokryty łąkami, nieużytkami i lasami łęgowymi (w zachodniej części wsi). W chwili zakładania stacji kolejowej (1856) stacja ta znajdowała się na terenie Brzezinki, dopiero później, wraz z przyległym terenem, została włączona do Oświęcimia. Jest to wieś duża, wielodrożnicowa. Składa się z domów przeważnie o charakterze willowym. Znajdują się tu dwie większe fabryki: Fabryka Maszyn i Urządzeń „Omag” przy ul. Górniczej 8 (która w latach trzydziestych, pod nazwą Spółka Akcyjna Zjednoczenia Fabryk Maszyn i Samochodów „Oświęcim”, produkowała samochód „Oświęcim-Praga” biorący udział w Rajdzie Monte Carlo) i Przedsiębiorstwo Produkcyjno-Wdrożeniowe „Polinova” (popularnie zwane „Papownią”) przy ul. Czarnej 6.

## Nazwa
Nazwa wsi pochodzi od staropolskiego określenia zagajników brzozowych, czyli brzezinek. Nazwę miejscowości w zlatynizowanej staropolskiej formie Brzezynka wymienia w latach 1470–1480 Jan Długosz w księdze Liber beneficiorum dioecesis Cracoviensis.

## Historia
Po raz pierwszy w historii wystąpiła w 1385 roku i związana była z łąką, którą niejaki Czak z Presinki darował klasztorowi dominikanów w Oświęcimiu. W ciągu XV wieku wieś była własnością śląskiego rodu Bojszowskich, których przedstawiciele mieszkający w Brzezince, przybrali nazwisko Brzezińskich. Od 1440 do 1483 roku właścicielem Brzezinki był Jan Brzeziński, który pod koniec życia został kasztelanem oświęcimskim. Współwłaścicielem części wsi około 1456 roku był Niczek z Brzezinki. W dokumencie sprzedaży księstwa oświęcimskiego Koronie Polskiej przez Jana IV oświęcimskiego wystawionym 21 lutego 1457 roku miejscowość wymieniona została jako Brzesinka. W 1494 roku król Jan Olbracht zakupił wieś wraz z folwarkiem od Zygmunta z Brzezinek, syna Jana i odtąd wchodziła ona w skład dóbr królewskich. Pod koniec XVIII wieku dobra w Brzezince posiadał baron Karol Wacław Larisch, później były własnością Potockich z Zatora, a od drugiej połowy XIX wieku – Zwillingów.
W czasie II wojny światowej na terenie Brzezinki mieścił się największy oddział niemieckiego nazistowskiego obozu zagłady Auschwitz-Birkenau, a wieś została całkowicie wysiedlona.
W latach 1954–1972 wieś należała i była siedzibą władz gromady Brzezinka. W latach 1975–1998 miejscowość administracyjnie należała do województwa bielskiego.
W 1983 roku erygowano miejscową parafię Matki Bożej Królowej Polski.

## Zabytki
Obiekty wpisane do rejestru zabytków nieruchomych województwa małopolskiego.
- Ruiny „ziemniaczarek” i „kwaszarni” ul. Piwniczna.

## Sport i wypoczynek
We wsi działa założony w 1947 roku Ludowy Klub Sportowy Iskra Brzezinka, z którego wywodzi się Maciej Iwański, były piłkarz Legii Warszawa, późniejszy zawodnik Manisasporu i reprezentacji Polski. Klub występuje w piłkarskiej wadowickiej VI lidze.

## Osoby związane z miejscowością
- Emanuel Herncisz - malarz[11]
- Henryk Piątkowski (ur. 11 lipca 1902, zm. 1 kwietnia 1969 w Penley w Walii) – generał brygady Wojska Polskiego.
- Walerian Kisieliński – piłkarz